# Astrapogon
Az Astrapogon a sugarasúszójú halak (Actinopterygii) osztályához a sügéralakúak (Perciformes) rendjéhez, ezen belül a kardinálishal-félék (Apogonidae) családjához tartozó nem.

## Rendszerezés
A nembe az alábbi 3 faj tartozik:
- Astrapogon alutus (Jordan & Gilbert, 1882)
- Astrapogon puncticulatus (Poey, 1867)
- Astrapogon stellatus (Cope, 1867)